# Cyrtosia geniculata
Cyrtosia geniculata is een vliegensoort uit de familie van de Mythicomyiidae. De wetenschappelijke naam van de soort is voor het eerst geldig gepubliceerd in 1930 door Séguy.